# Good Day
Good Day es un álbum de estudio de la banda canadiense Lighthouse. Fue publicado en septiembre de 1974 por GRT Records.

## Grabación y contenido
Las sesiones de grabación del álbum tuvieron lugar en Thunder Sound, un estudio ubicado en Toronto, Canadá. Jimmy Ienner produjo el álbum mientras que Shelly Yakus y Bill Seddon se desempeñaron como ingenieros de audio. Una vez completas las sesiones de grabación, Tom Rabstenek y Greg Calbi masterizaron el álbum en The Master Cutting Room, un estudio ubicado en Nueva York. La mezcla del álbum tuvo lugar en el estudio The Record Plant de Nueva York. Al igual que en el álbum anterior, la voz principal se dividió entre Skip Prokop y Ralph Cole. Good Day contenía nueve canciones. Cinco de las pistas fueron escritas por Prokop.

## Recepción de la crítica
Un escritor no especificado de Record World comentó: “El personal adicional, así como algunos cambios de roles entre grupos, le dan a Lighthouse una ‘nueva cara’. La calidad sigue siendo excelente, y esta vez el montaje ha dado un giro más funky. La producción de Jim Lenner sonríe como siempre; las armonías del grupo son más fuertes que nunca”. Un escritor no especificado de la revista Cash Box declaró: “Como es habitual, Lighthouse ha presentado un álbum distinguido, que captura la grandeza del pasado del grupo y apunta a un futuro brillante. La sensibilidad que la banda ha demostrado en LPs anteriores está aquí, por supuesto, pero también una serie de innovaciones sorprendentes, entre las que destaca la maravillosa interacción musical entre la Lighthouse Orchestra”.

## Lista de canciones
Todas las canciones escritas y compuestas por Skip Prokop, excepto donde esta anotado. 
| Lado uno |                  |                               |          |  |
| N.º      | Título           | Escritor(es)                  | Duración |  |
| 1.       | «White Buffalo»  |                               | 5:35     |  |
| 2.       | «Wide-Eyed Lady» | Prokop Don DiNovo Bob McBride | 5:09     |  |
| 3.       | «Got a Feeling»  | Ralph Cole                    | 3:47     |  |
| 4.       | «Be Here Now»    | Sam See Leone J. Reid         | 3:26     |  |
| 5.       | «Good Day»       | Cole                          | 4:43     |  |

| Lado dos |                      |              |          |  |
| N.º      | Título               | Escritor(es) | Duración |  |
| 1.       | «Man, Woman, Child»  |              | 3:14     |  |
| 2.       | «Mighty Waters»      | Cole         | 5:05     |  |
| 3.       | «Going Downtown»     |              | 6:52     |  |
| 4.       | «Reincarnate Nation» |              | 7:04     |  |

## Créditos y personal
Créditos adaptados desde las notas de álbum de Good Day.
Lighthouse
- Skip Prokop – guitarra, voces
- Ralph Cole – guitarra, voces
- Terry Wilkins – bajo eléctrico, voces
- Sam See – teclados
- Billy King – batería
- Dick Armin – violonchelo
- Don DiNovo – viola
- Dale Hillary – saxofón, flauta
- Rick Stepton – trombón

Personal técnico
- Jimmy Ienner – productor
- Shelly Yakus – ingeniero de audio
- Bill Seddon – ingeniero de audio
- Jimmy “Shoes” Iovine – ingeniero asistente
- Richie Appuzzo – ingeniero asistente
- Tom Rabstenek – masterización
- Greg Calbi – masterización
- Ted Pettus – diseño

## Posicionamiento
| Gráfica (1974)          | Pico de posición |
| ----------------------- | ---------------- |
| Canadá (RPM Top Albums) | 40               |